# Barbus paludinosus
Barbus paludinosus este un pește din familia Cyprinidae și din ordinuș Cypriniformes.

## Habitat
Barbus paludinosus este un pește de apă dulce.

## Răspândire geografică
Se găsește din Etiopia până în Angola și KwaZulu-Natal (Africa de Sud), fiind incluse și Africa Centrală și Orientală. 